# Communauté rurale de Koar

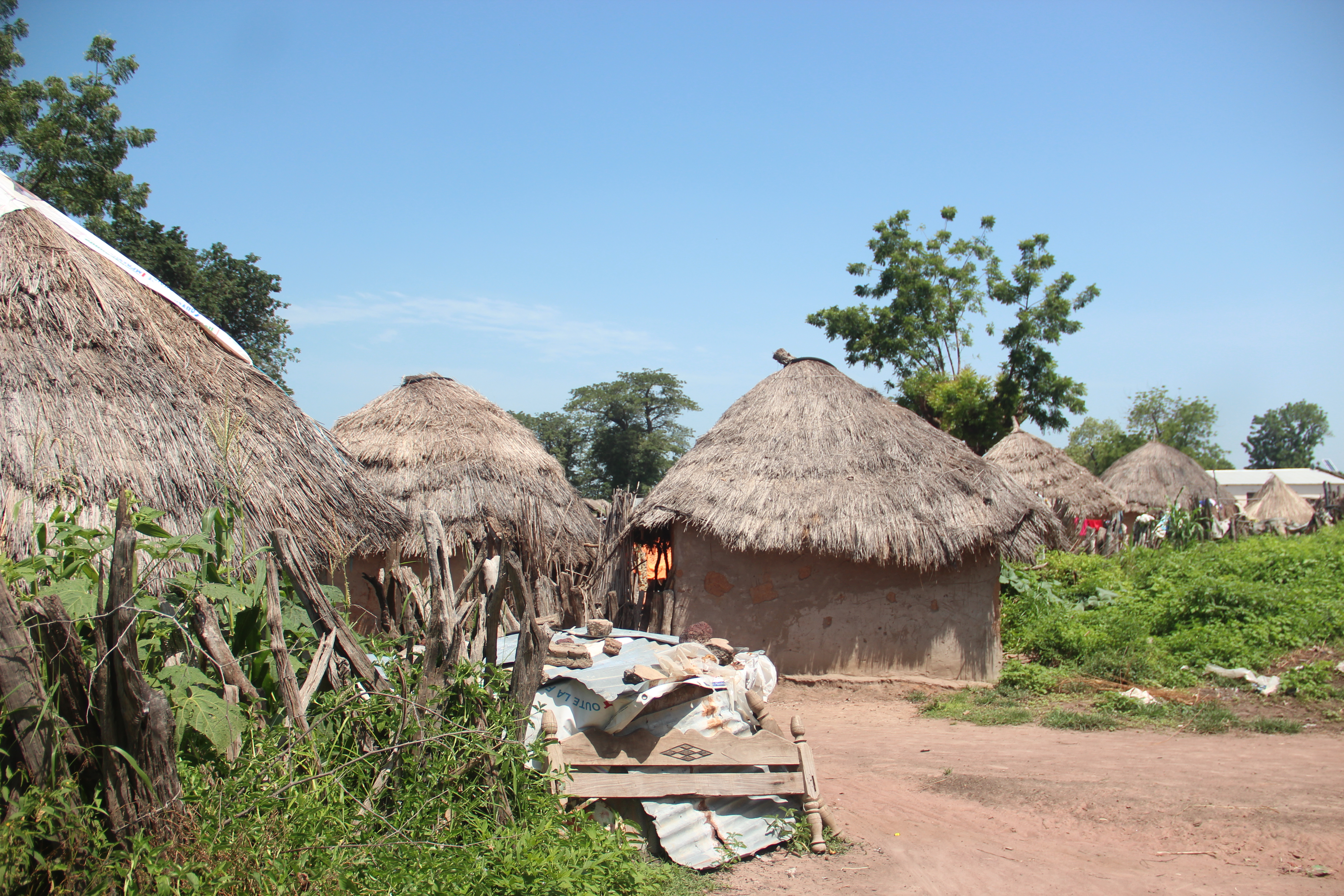
Village de Naoudé, dans la commune de Koar.

La communauté rurale de Koar est une communauté rurale du Sénégal située au sud-est du pays. 
Elle fait partie de l'arrondissement de Bala, du département de Goudiry et de la région de Tambacounda. Baganda SAKHO, homme politique et acteur du développement durable est le maire de Koar depuis 2009.